# Liste von Zuckermuseen
Die folgende Liste von Zuckermuseen gibt einen Überblick zu Zuckermuseen, also zu Museen in aller Welt, die die Gewinnung und die Vermarktung von Zucker zum Hauptthema haben. Die Liste erhebt keinen Anspruch auf Vollständigkeit.

## Deutschland
| Bezeichnung             | Bild           | Standort                | Bundesland | Errichtung Einweihung | Weitere Informationen                                             |
| ----------------------- | -------------- | ----------------------- | ---------- | --------------------- | ----------------------------------------------------------------- |
| Zucker-Museum           | weitere Bilder | Berlin-Kreuzberg (Lage) | Berlin     | 1904 eröffnet         | Seit 1995 ist das Zucker-Museum Teil des Deutschen Technikmuseums |
| Zuckerfabrik Oldisleben |                | Oldisleben              | Thüringen  | 1836 ab 1991 Museum   |                                                                   |

## Weitere
| Bezeichnung                      | Bild           | Standort                                      | Staat                   | Errichtung Einweihung | Weitere Informationen                       |
| -------------------------------- | -------------- | --------------------------------------------- | ----------------------- | --------------------- | ------------------------------------------- |
| Alexander & Baldwin Sugar Museum | weitere Bilder | Kahului (Maui, Hawaii) (Lage)                 | Vereinigte Staaten      | 1987 eröffnet         |                                             |
| L'Aventure du Sucre              | weitere Bilder | Pamplemousses (Distrikt Pamplemousses) (Lage) | Mauritius               |                       |                                             |
| Zuckermuseum Motril              | weitere Bilder | Motril (Provinz Granada) (Lage)               | Spanien                 |                       |                                             |
| Österreichisches Zuckermuseum    |                | Tulln an der Donau (Niederösterreich) (Lage)  | Österreich              |                       | Im Dachgeschoss des Minoritenklosters Tulln |
| Taiwan Sugar Museum              | weitere Bilder | Qiaotou (Kaohsiung), Kaohsiung (Lage)         | Republik China (Taiwan) |                       |                                             |